# Валентинове
Валенти́нове (до 1945 року — Юкари-Джамин, крим. Yuqarı Camin, також Мерґенталер, нім. Mergenthaler) — село Євпаторійського району Автономної Республіки Крим.